# 대한민국의 과학자 목록
대한민국의 과학자로서 물리학, 생물학, 천문학, 그리고 화학과 같은 분야에서 국내와 세계에서 공인된 과학자들이다. 이들중에는 국제적인 학회지들의 논문 피인용수에 근거하면 노벨상 수상에 근접한 과학자들도 있다. 대표적인 인물들은 다음과 같다.

## 대표적인 대한민국의 과학자들
- 강성종 (과학자)
- 권오길
- 김광수 (교수)
- 김빛내리
- 김삼순
- 김선종
- 김성훈 (과학자)
- 김순권
- 김영민 (생물학자)
- 김익수
- 남홍길
- 라정찬
- 박기영 (1958년)
- 변순규
- 석주명
- 우장춘
- 원병오
- 윤치영 (1954년)
- 이기령
- 이호왕
- 장진 (1927년)
- 조복성
- 조완규
- 조진원 (생물학자)
- 최강열
- 최양도
- 최영 (생물학자)
- 황우석
- 경상현
- 김규원
- 김동만 (1955년)
- 김성훈 (과학자)
- 마호섭
- 맹성현
- 맹승렬
- 민병주
- 박성회
- 박영우
- 박원규
- 박호군
- 방건웅
- 방효충
- 백성희 (과학자)
- 송호영 (교수)
- 신용현
- 안인영
- 위상규
- 윤경병
- 이광희
- 이만재 (1948년)
- 이영무 (교육인)
- 이우주
- 이인선 (1959년)
- 이준식 (공학자)
- 이진하
- 이태규 (화학자)
- 조백현
- 조복성
- 지광훈
- 최순자
- 최형섭
- 추호렬
- 탁민제
- 함돈희
- 이건재

## 같이 보기
- 과학자
- 노벨상